# Drobnołuszczak żółtawy

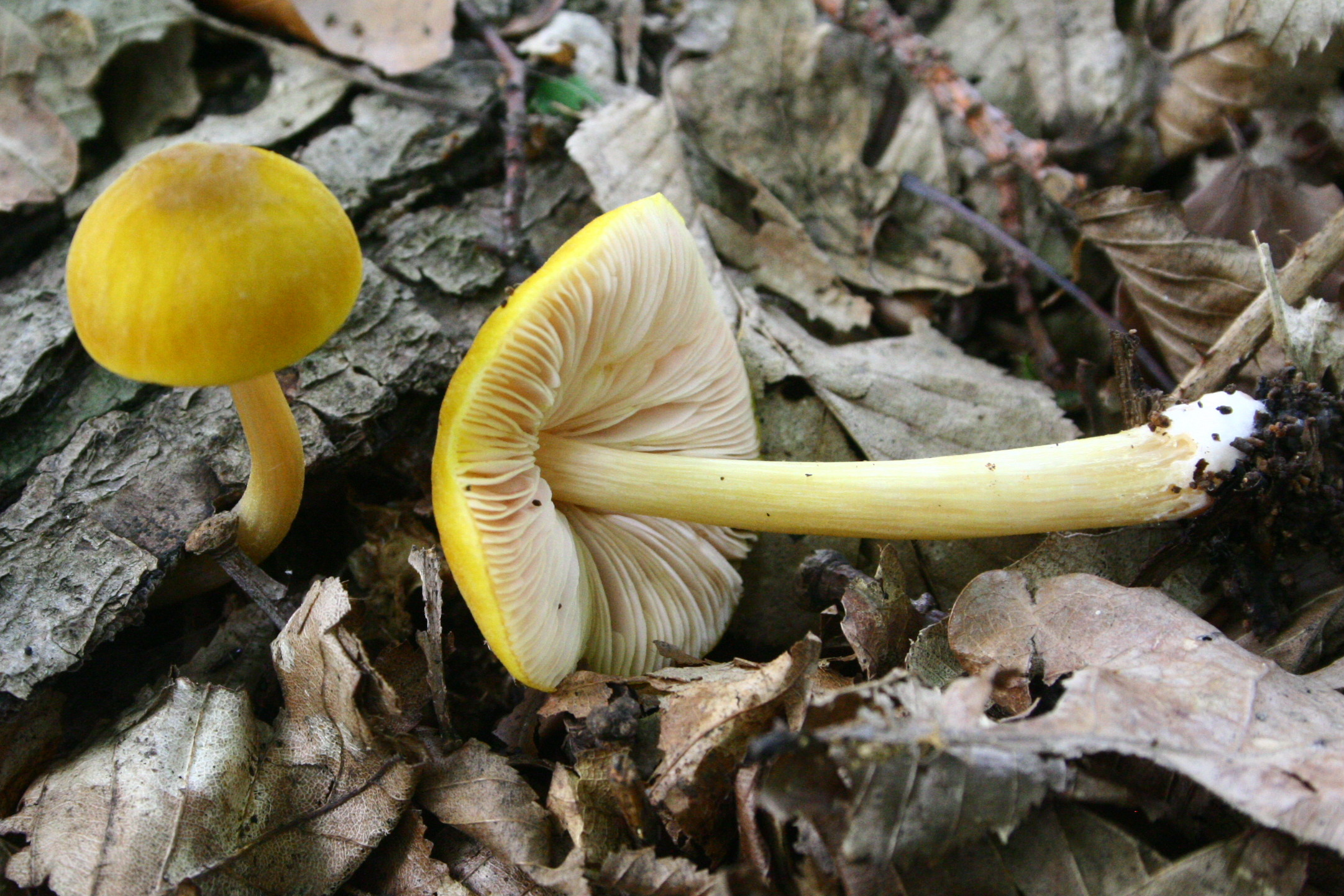

Drobnołuszczak żółtawy (Pluteus leoninus (Schaeff.) P. Kumm) – gatunek grzybów należący do rodziny łuskowcowatych (Pluteaceae).

## Systematyka i nazewnictwo
Pozycja w klasyfikacji według Index Fungorum: Pluteus, Pluteaceae, Agaricales, Agaricomycetidae, Agaricomycetes, Agaricomycotina, Basidiomycota, Fungi.
Po raz pierwszy takson ten zdiagnozował w 1774 r. Jacob Christian von Schaeffer nadając mu nazwę Agaricus leoninus. Obecną, uznaną przez Index Fungorum nazwę nadał mu w 1871 r. Paul Kummer, przenosząc go do rodzaju Pluteus.
Niektóre synonimy nazwy naukowej:

- Agaricus chrysolithus Batsch 1783
- Agaricus leoninus Schaeff. 1774
- Agaricus sororiatus P. Karst. 1868
- Pluteus sororiatus (P. Karst.) P. Karst. 1879

Nazwę polską zaproponował Władysław Wojewoda w 2003 r. W polskim piśmiennictwie mykologicznym gatunek ten wcześniej opisywany był jako rumieniak jaskrawy, łuskowiec jaskrawy, bedłka jaskrawa, łuskowiec żółtawy i łuskowiec żółty. 

## Morfologia
Kapelusz
Średnica 3–6 cm, za młodu dzwonkowaty, potem szerokostożkowaty z garbem, w końcu spłaszczony. Brzeg delikatnie prążkowany. Powierzchnia o barwie cytrynowożółtej, złocistej, żółtobrązowawej, u młodych okazów w środkowej części pokryta drobnymi, wyprostowanymi łuseczkami, które podczas dojrzewania owocnika przylegają do powierzchni, przez co staje się ona aksamitna.
Blaszki
Mają szerokość do 0,7 cm, są dość gęste, nieco wybrzuszone, zazwyczaj wolne, czasami nieco przyrośnięte. W młodych owocnikach są białe, później różowe, w końcu żółtobrązowe lub różowołososiowe.
Trzon
Wysokość 4–6 cm, grubość 0,2–0,8 cm, walcowaty z niewielkim zgrubieniem u podstawy, początkowo pełny, później pusty. Powierzchnia biała, tylko w dolnej części często żółtobrązowawa, delikatnie jedwabisto prążkowana. Podstawa trzonu zazwyczaj pokryta jest drobnymi łuseczkami.
Miąższ
Biały z żółtawym odcieniem, wodnisty, cienki. Smak nieco kwaskowaty, zapach podobny do rzodkwi.
Cechy mikroskopowe
Zarodniki szerokoelipsowate lub kuliste, o rozmiarach 6–8 × 5–6,5 μm. Dość licznie występują bezbarwne, wąskowrzecionowate (czasami także maczugowate) cheilocystydy o wąsko wydłużonym szczycie, zwężonej podstawie i rozmiarach 33–75 × 8–25 μm. Pleurocystydy są mniej liczne, szerokostożkowate lub wrzecionowate. Mają rozmiar 35–80 × 9–30 μm. W młodych owocnikach żółty pigment występuje zarówno wewnątrz komórek, jak i pomiędzy nimi. Końcowe strzępki łuseczek pokrywających skórkę kapelusza są długie, wrzecionowate, rzadko septowane. Mają szerokość 6–12 μm i zawierają wewnątrz żółtawobrązowy pigment (widoczny tylko w świeżych okazach). W skórce kapelusza występują pileocystydy.

## Występowanie i siedlisko
W Europie jest szeroko rozprzestrzeniony, występuje od Półwyspu Iberyjskiego po Islandię i Skandynawię. Występuje także lokalnie w Ameryce Północnej oraz w Korei i Japonii. W Polsce jest niezbyt częsty.
Owocniki występują od maja do października pojedynczo, rzadko po kilka w lasach liściastych i mieszanych. Rozwija się na  martwym drewnie, głównie drzew liściastych, rzadziej iglastych, szczególnie na drewnie buków. Dość często owocniki wyrastają na drewnie zagrzebanym w ziemi, co sprawia wrażenie, jak gdyby wyrastały na ziemi.
Saprotrof, grzyb niejadalny.

## Gatunki podobne
Dzięki charakterystycznej, jaskrawej barwie jest łatwo odróżnialny od innych gatunków. Podobny jest tylko drobnołuszczak żółtonogi (Pluteus romellii), ale ma kapelusz oliwkowobrązowy, a na środku brązowy.